# Martin Kelly
Martin Kelly (sinh ngày 27 tháng 4 năm 1990 ở Anh) là một cầu thủ bóng đá người Anh hiện đang là trung vệ của câu lạc bộ Crystal Palace ở Premier League.

## Liverpool
Vào mùa hè 2007, Kelly được đưa lên Melwood từ đội trẻ của câu lạc bộ.Trong một bài phỏng vấn cho trang web chính thức của Liverpool anh nói về mong muốn có được chỗ đứng chính thức mặc dù đã có 2 năm phải chơi cho đội trẻ và bị chấn thương lưng.
Kelly thuộc đội hình của Gary Ablett vô địch giải trẻ các câu lạc bộ của mùa giải 2007-08.Anh ghi bàn thứ 2 trong trận Liverpool thắng 3-0 trước UANL Tigers ở giải Dallas Cup 2008 vào 23 tháng 3 năm 2008.
Đầu mùa giải 2008-09, anh có tên trong đội một.Anh có trận đấu đầu tiên được gọi lên khi ngồi dự bị trong trận đấu ở Cúp C1 tiếp Olympique Marseille.Không lâu sau anh có trận đấu đầu tiên khi được vào sân từ ghế dự bị thay Jamie Carragher ở giải đấu này khi tiếp PSV Eindhoven vào 9 tháng 12 năm 2008.
Kelly được gọi vào đội tuyển U-19 Anh vào đầu năm 2009 để chuẩn bị cho trận tiếp U-19 Tây Ban Nha vào 10 tháng 2.Rafael Benitez cho biết sự ra đi của Sami Hyypia sẽ mở ra cơ hội để Kelly có thể thi đấu cho đội một.

## Mượn ở Huddersfield Town
Vào ngày 26 tháng 3 năm 2009, Kelly được ban lãnh đạo Liverpool gửi đến Huddersfield Town theo dạng cho mượn cho tới cuối mùa.Vào ngày 18 tháng 4, anh ghi bàn đầu tiên cho câu lạc bộ trong trận thắng 3-2 trước Walsall.Ở đây, anh đá 7 trận và ghi 1 bàn trong 3 tháng.

## Thống kê sự nghiệp
Tính đến 21 tháng 1 năm 2016
| 2008–09             | Liverpool                | Premier League      | 0  | 0 | 0  | 0 | 0  | 0 | 1  | 0 | 1   | 0 |
| 2008–09             | Huddersfield Town (mượn) | Championship        | 7  | 1 | 0  | 0 | 0  | 0 | –  | – | 7   | 1 |
| 2009–10             | Liverpool                | Premier League      | 1  | 0 | 0  | 0 | 0  | 0 | 2  | 0 | 3   | 0 |
| 2010–11             | Liverpool                | Premier League      | 11 | 0 | 1  | 0 | 1  | 0 | 10 | 0 | 23  | 0 |
| 2011–12             | Liverpool                | Premier League      | 12 | 0 | 3  | 0 | 5  | 1 | 0  | 0 | 20  | 1 |
| 2012–13             | Liverpool                | Premier League      | 4  | 0 | 0  | 0 | 0  | 0 | 3  | 0 | 7   | 0 |
| 2013–14             | Liverpool                | Premier League      | 5  | 0 | 2  | 0 | 1  | 0 | 0  | 0 | 8   | 0 |
| 2014–15             | Crystal Palace           | Premier League      | 31 | 0 | 3  | 0 | 0  | 0 | 0  | 0 | 34  | 0 |
| 2015–16             | Crystal Palace           | Premier League      | 8  | 0 | 0  | 0 | 3  | 0 | 0  | 0 | 11  | 0 |
| Tổng cộng sự nghiệp | Tổng cộng sự nghiệp      | Tổng cộng sự nghiệp | 79 | 1 | 10 | 0 | 10 | 1 | 15 | 0 | 114 | 2 |

## Danh hiệu
- Vô địch giải trẻ:2008
- Cúp Dallas:vô địch năm 2008